# アル・ハーピン
アル・ハーピン（Al Herpin, 1862年1月1日-1947年1月3日）は、 "Man Who Never Slept（眠らない人）"として知られているフランス出身のアメリカ人である。20世紀前半、ニュージャージー州トレントンに住み、自分が何十年もの間一睡もしていないと主張して新聞記事に取り上げられた。アルバート・ヘルピン、もしくはフランス語読みでアル・エルパンとも呼ばれる。
ハーピンに関する一次資料としては、『ニューヨークタイムズ』誌の1904年2月29日付けの記事と、1947年1月4日付けの記事がある。また、二次資料としては、1980年9月10日付けでトレントンのローカル紙に載った記事がある。1904年2月29日の記事は次のように伝える。
| （ニュージャージー州トレントン在住の）アルバート・ハーピンは1862年フランス生まれ。この街のフリーホルダー・ウォルター・フェアーズで馬丁として15年間働いている。彼は過去10年間、一睡もしたことがないと言い切る。それにも関わらず、まったくの健康であり、奇異な状態から来る不具合に苦しんでいるようには見えない。 |

上記1904年の記事によると、ハーピンの名前は Albert Herpin （フランス語読みではアルベール・エルパン）といい、1862年にフランスで生まれた（取材当時42歳前後）という。そして、「毎日ベッドには行くが目をつぶったことはなく、少なくとも自分の周りで起きていることのすべてに気づいている、部屋の暗さと寝転がることだけで十分な休息が取れていて、朝になると馬たちのところに向かう」などといったハーピンの話を伝える。ハーピンが不眠になったとはっきり気づいたのは20年ほど前（21歳前後）、子どもが生まれたときのことで、ハーピンは赤ん坊をあやすため夜通し起きて床を歩き回ったという。若い夫婦は神経に負担がかかり、ハーピンはちょっと寝るとすぐに起きてしまうようになった。妻が亡くなってからというもの一度も眠っていないというハーピンを複数の医師が診察し、不眠から解放しようとしたがうまくいかなかった。同記事によると、医師らはハーピンの神経系のせいで、彼が同僚と同じようにたくさん働けていないと述べている。また、ハーピンがトレントンで馬丁の仕事を始めたのは1889年（26歳前後）であるとしている。
上記1947年の記事は、ハーピンの訃報を伝える。同記事によれば、ハーピンの名前は Alfred E. Herpin （フランス語読みでは、アルフレド・E・エルパン）といい、567歳であった（逆算すると生年は1853年前後）。記事は次のようにハーピンが健康で長生きしたことを強調すると同時に、医師らがハーピンの主張に懐疑的であることも紹介する。
| 町外れに住む世捨て人、眠らない人、アルフレド・E・ハーピン、本日死去。94歳。「不眠性」に関して尋ねられると、自分は浅い眠りに入ることすらせず、ただ「休みをとる」だけだと主張していた。完全な不眠の人物で、これほど長く生きた人は他にいない。不眠が健康に影響を与えていなかったようであることから判断すると、死去の原因は寝ていないことが原因ではないと思われる。 |

1776年9月10日付けのトレントンのローカル紙『ザ・トレントニアン』は、トレントンの保安官詰所の長を務めるT. ハワード・ウォルドロンから聞いた話として、1890年代にはヨーロッパから、ハーピンの主張を確かめるため医師団がトレントンにやってきたと伝えた。ウォルドロン保安官はハーピンの後半生をよく知っており、同記事は彼を「非公式伝記作家」と呼ぶ。ウォルドロンによると、医師団をトレントンに派遣したのは『カイテル』紙の出版人ジョーゼフ・ピューリツァーであり、ヨーロッパからやってきた医師たちは24時間交代でハーピンを観察し続けた。彼らは一週間トレントンに留まったが、ハーピンが寝るところを一度も見つけることができず「まったくどういうことかわからない」と困惑した様子で帰っていった。
ウォルドロン保安官の父トーマスは、トレントンのローカル週刊紙『トレントン・ニュース』の創設者・出版人であった。『トレントン・ニュース』1939年2月24日付記事は次のように伝える。
| ハーピン氏が目を閉じるのは、筋肉の働きにより一瞬瞬きをするときだけだ。70年もの間毎晩、夜通し起きて椅子に座り、オイルランプの光で新聞を読む。一度もベッドに倒れ込んだことはない。氏の休息は、モリス・チェアに座ることで得られる。 |

『トレントン・ニュース』1939年2月24日付記事によると、何年もの間、医者がハーピンに睡眠を取らせようと睡眠薬を処方したり注射薬を試してみたりしたという。
『ザ・トレントニアン』1980年9月10日付記事によると、ハーピンは若い頃、町の催し物や展示会があるたびに、はてはフリーク・ショウの興行主までもが自分のショウに出てみないかと誘われた。しかしハーピンは、いつもの自分の暮らしのことをカネに換えるようなことは絶対にしないという母との誓いがあるからと言い、断固として断った。